# 첸저우사우루스
첸저우사우루스(Qianzhousaurus)는 티라노사우루스과의 공룡으로 백악기의 후기에 중국의 첸저우 지방에서 살았던 공룡이다. 학명의 의미는 첸저우의 도마뱀이다. 2014년에 새로이 발견된 신종공룡이며 몸길이는 7.5~9m 몸무게가 750kg 정도 되는 중대형 공룡이였다. 주둥이가 피노키오의 코처럼 길다는 특징으로 인해 피노키오 렉스라는 별명으로 불리기도 한다.

첸저우사우루스의 발견으로 인해 아시아에 타르보사우루스라는 공룡 외에도 다른 티라노사우루스과의 공룡의 존재를 확인할 수 있었으며, 또한 알리오라무스는 다른 티라노사우루스아과로 분리되는 계기가 되었다.